# Хеннос Асмелаш
Хеннос Асмелаш (нід. Hennos Asmelash / ефіоп. ሐንኖስ ኣስመላሽ; нар. 1 липня 1999, Делфт, Нідерланди) — нідерландський футболіст, захисник польського клубу «Вєчиста» з Кракова.

## Клубна кар'єра
Футболом розпочав займатися в аматорському клубі СВ ДСО, а в 2013 році опинився в структурі «АДО Ден Гага». Дебютував за першу команду клубу 14 січня 2017 року в програному (0:2) поєдинку проти «Геренвена». Хеннос вийшов на поле на 88-й хвилині замість Тревора Девіда. Протягом сезону зіграв ще в одному матчі, а в сезоні 2017/18 років провів один поєдинок, після чого відправився в оренду до «ТОП Осс». У новій команді дебютував 8 вересня 2018 року в переможному (2:1) виїзному поєдинку проти «Твенте». 14 квітня 2019 відзначився голом у переможному матчі з роттердамської «Спартою». За сезон провів 23 матчі в Ерстедівізі, а також взяв участь в одній кубковій зустрічі і двох матчах плей-офф чемпіонату. Після вдалого для себе сезону в «Оссі» повернувся до «Ден Гагу», потрапив до заявки команди на перший матч сезону 2019/20 років. Проте після цього знову відправився в оренду до «Осса» (до завершення сезону). У сезоні 2019/20 років зіграв 20 матчів в Ерстедівізі за ТОП Осс, а 1 липня 2020 року отримав статус вільного агента.
1 березня 2021 року внесений до заявки «Інгульця» на весняно-літню частину Прем'єр-ліги 2020/21.

## Кар'єра в збірній
Народився в Нідерландах в родині еритрейців. Виступав за юнацькі збірні Нідерландів U-15, U-16 та U-18.

## Статистика виступів
Станом на 29 лютого 2020
| Клуб              | Сезон             | Чемпіонат Нідерландів | Чемпіонат Нідерландів | Кубок Нідерландів | Кубок Нідерландів | Інші  | Інші | Загалом | Загалом |
| Клуб              | Сезон             | Матчі                 | Голи                  | Матчі             | Голи              | Матчі | Голи | Матчі   | Голи    |
| ----------------- | ----------------- | --------------------- | --------------------- | ----------------- | ----------------- | ----- | ---- | ------- | ------- |
| «АДО Ден Гаг»     | 2016/17           | 2                     | 0                     | 0                 | 0                 |       |      | 2       | 0       |
| «АДО Ден Гаг»     | 2017/18           | 1                     | 0                     | 0                 | 0                 |       |      | 1       | 0       |
| «АДО Ден Гаг»     | Загалом           | 3                     | 0                     | 0                 | 0                 |       |      | 3       | 0       |
| → ТОП Осс         | 2018/19           | 23                    | 1                     | 1                 | 0                 | 2     | 0    | 26      | 0       |
| → ТОП Осс         | 2019/20           | 20                    | 0                     | 3                 | 0                 |       |      | 23      | 0       |
| → ТОП Осс         | Загалом           | 43                    | 1                     | 4                 | 0                 | 2     | 0    | 49      | 1       |
| Усього за кар'єру | Усього за кар'єру | 46                    | 1                     | 4                 | 0                 | 2     | 0    | 52      | 1       |

## Титули і досягнення
- Чемпіон Молдови (1):

«Мілсамі»: 2024-25